# 空気のなくなる日

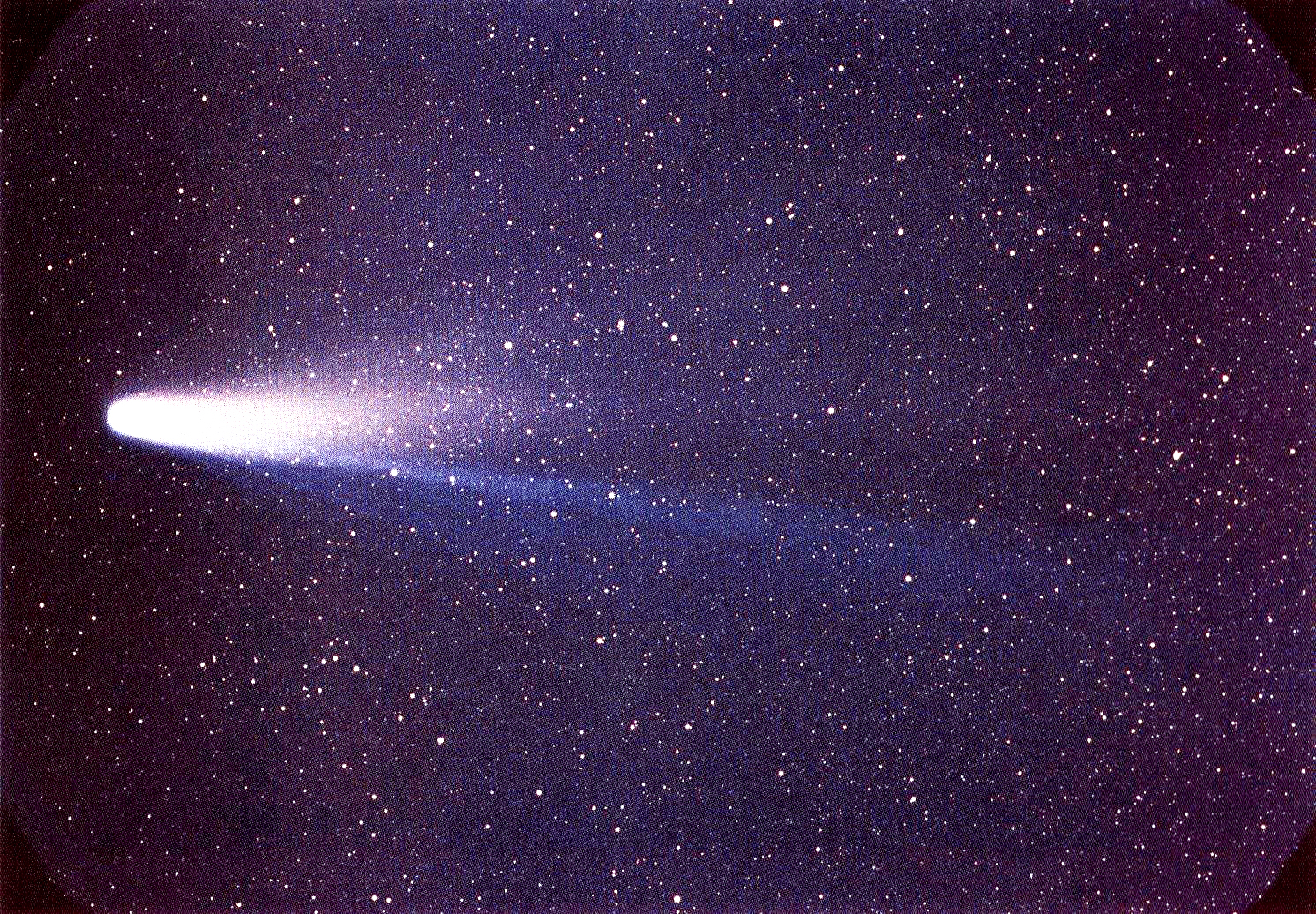
ハレー彗星

「空気のなくなる日」（くうきのなくなるひ）は、1947年に発表された岩倉政治による児童向け小説。児童文学雑誌『子供の廣場』（新世界社刊）の11月号に初出。挿絵は、赤松俊子（丸木俊）。タイトルは後述するように「空気のなくなる日」と「空気がなくなる日」の二種類がある。本作は、学校の教材として、各地の小中学校の国語等の授業で活用された。映画・ドラマ化もされている。

## ヒントとなった実話とあらすじ
1910年、ハレー彗星の接近が間近に迫った時、欧米各国ではこの世の終焉が訪れるという噂が飛び交い、パニックとなったといわれる。フランスの天文学者で作家のカミーユ・フラマリオンの説などを信じて、彗星がもたらす有毒なガスを防ぐためのマスクや携帯用酸素吸入器が売れたという。
日本では、同年5月19日の『大阪朝日新聞』が「フレンマリオン氏」の説として、「尾の内に含まれる水素が地球の空気中に存在する酸素と化合すれば、人類は皆窒息して死滅する」と報じた。
本作は、こうした流言飛語にもとづいて庶民たちがそれぞれに生き残るために工夫し、あるいはこれを利用して一儲けしようとする姿を描いた。
彗星が接近する「その年の七月二十八日」に5分間だけ「地球上から空気がなくなってしまうそうだという」「ばかばかしいうわさ」について、回顧調で語られている。この噂について、最初は、だれも信じなかったが、校長先生が県庁の役人もその噂を信じているらしいと言い出すと、学校や村中が大騒ぎになる。まず、子どもたちに5分間呼吸しない訓練をしようとする。しかし、それが不可能であるとわかると、自転車のチューブや氷ぶくろに空気をためておき、それを彗星の接近時の5分間に吸うという方法が見いだされた。しかし、多くの需要が集まり、一円二十銭だった氷ぶくろが何百倍にも高騰してしまい、貧乏な農家が多いこの村では、地主の子ども以外の生徒はだれひとりチューブや氷ぶくろを買えなかった。

## 学校教材として
この作品は雑誌発表ののち、児童文学者協会編『小学六年生 文学読本』（監修＝秋田雨雀、宇野浩二、小川未明、坪田譲治、藤沢衛彦、挿絵＝村山知義、河出書房、1949年5月）に掲載された。有島武郎、花岡大学、志賀直哉、石川啄木らの作品とともに、本作や国分一太郎らの現代作家の作品も掲載されていた。
その後も文学教育の先駆者であった熊谷孝の「智恵の実教室3」『文学序章』（磯部書房、1951年5月）でも教材として取り上げられ、1960年代から今日にかけて、様々なかたちで教師と児童・生徒の心をとらえた。

## 「空気のなくなる日」と「空気がなくなる日」
本作は初出誌『小学六年生 文学読本』に掲載された際、タイトルが雑誌掲載時の「空気のなくなる日」ではなく、文法教育上都合のよい「空気がなくなる日」に変更された。
しかし1958年に麦書房から『雨の日文庫 第2集10』（挿絵＝久米宏一）として出版された時には、「空気のなくなる日」だった。ところが同年、ポプラ社から出版された東京私立初等学校協会編『たのしく心あたたまる子どもの文学　六年生』では、児童文学者協会編『小学六年生 文学読本』（河出書房、1949年5月）と同様、「空気がなくなる日」となっている。以後、同一作品にもかかわらず、「空気のなくなる日」と「空気がなくなる日」というふたつのタイトルが混在し続けることになった。

## 翻案

### 映画『空気の無くなる日』（1949年）
1949年2月28日発行の映画雑誌『映画季刊』（後に『映画新潮』に改題、制作社刊）に日本映画社の監督・伊東寿恵男名義のシナリオ『空気のなくなる日』が掲載された。
1949年5月に河出書房から出版された児童文学者協会編『小学六年生 文学読本』には、本作だけでなく、偶然にも日本映画社で教育映画・記録映画の脚本や監督をしながら児童文学作品も書いていた岩佐氏寿の作品も収録されていた。
いずれにせよ『子供の廣場』掲載から2年を経過することなく、日本映画社関係者の目に触れる機会を得て、本作は同社によって映画化されることになった。映画のタイトルは、『空気の無くなる日』となった。
この映画では特撮の比重が大きく、東宝のスタッフのほか、鷺巣富雄がイントロ部分の特撮を担当。また、渡辺善夫が「合成作画」（マットペイント）を手掛けたが、渡辺は「作画合成」（部分的な合成）だけでなく、画面すべてを画で表現する「全画」という技法を、日本で初めて使用し、成功を収めている。
限定された公開方法であったにもかかわらず、思い出として語る人は少なくなく、評論家の筈見有弘は、そうした口コミに押され、フィルム試写まで行ったうえで1977年刊のムック「映画宝庫6・SF少年の夢」(芳賀書店)に長文のリポートを執筆している。
映画は、文部省選定作品となる。映画は、1950年に発足した映画配給会社「共同映画」の配給網にのり、学校や公民館での移動巡回映画会などで上映され、劇場での公開は、日本映画社教育映画部が解体され、日本映画新社へと再編された後の1954年となった。
- スタッフ
  - 製作：石本統吉
  - 監督：伊東寿恵男
  - 助監督：吉田庄太郎、菅家陳彦
  - 撮影：大小島嘉一
  - 録音：酒井栄三
  - 照明：日野正男
  - 音楽：武田俊一
  - 美術：田辺達
  - 特撮：東宝合成課（合成 向山宏）、鷺巣富雄（イントロ部分[16]）、渡辺善夫（合成作画）

- キャスト
  - 花沢徳衛
  - 田中筆子
  - 原緋紗子
  - 日方一夫
  - 児童劇団「銀河座」ほか[13]

### テレビ版『空気のなくなる日』（1959年）
1959年12月16日にラジオ東京をキー局とするJNN系列局の「日立劇場」枠で放送された。
子役時代の風間杜夫も本名で出演した。
- キャスト
  - 松本克平
  - 永井智雄
  - 市原悦子
  - 住田知仁（風間杜夫）[17]

## 本作に類似した作品
藤子・F・不二雄『ドラえもん』第33巻（小学館、1985年4月）所収の「第10話 ハリーのしっぽ」（「小学六年生」1984年7月号初出）では、ハレー彗星が接近した時、スネ夫の先祖がチューブを買い占めるというストーリーになっている。テレビアニメ版「ハリーのしっぽ」は、1984年12月21日（1986年4月4日、1996年12月31日及び2005年3月18日の特番『ドラえもん オールキャラ夢の大集合スペシャル!!』で再放送）と2021年12月11日に放送された。